# Farnham & Nelson Company
Farnham & Nelson Company war ein US-amerikanisches Karosseriebauunternehmen.

## Unternehmensgeschichte
John T. Farnham und F. D. Nelson gründeten das Unternehmen im Dezember 1908. Der Sitz war zunächst in Jamaica Plain, einem Stadtteil von Boston in Massachusetts. Die Produktion von Karosserien für Automobile begann. Abnehmer war unter anderen American Napier. Außerdem wurden Fahrgestelle von Crane-Simplex, Locomobile, Packard und Pierce-Arrow karrosiert. Am 27. Januar 1912 wurde berichtet, dass sie 50 Mitarbeiter hätten. 1917 wurde ein Prototyp auf Basis eines Puritan präsentiert.
1923 erfolgte der Umzug in den Stadtteil Roslindale. Ab 1924 entstanden nur noch Karosserien für Omnibusse. Genannt wird wieder ein Fahrgestell von Pierce-Arrow.
1932 endete die Produktion. Das Unternehmen wurde aufgelöst.
Soweit bekannt, existieren noch vier Fahrzeuge mit Karosserie von Farnham & Nelson.
Ein Simplex-Crane von 1917 wurde 2012 für 208.500 US-Dollar versteigert. Außerdem wird ein Locomobile von 1917 genannt.